# Djuptjärnen (Arjeplogs socken, Lappland)
Djuptjärnen är en sjö i Arjeplogs kommun i Lappland och ingår i Piteälvens huvudavrinningsområde.